# Ditrichum immersum
Ditrichum immersum là một loài rêu trong họ Ditrichaceae. Loài này được Zanten mô tả khoa học đầu tiên năm 1971.